# DR-Baureihe ET 165
Die ET 165, später Baureihe 275 (DR), ab 1993 475, waren elektrische Triebwagen, die von 1928 bis 1932 für die Berliner S-Bahn gebaut wurden. Sie waren bis 1997 im Einsatz und wurden bis 2004 mit Ausnahme einiger Museumsgarnituren verschrottet. Nach der Berliner Stadtbahn wurden sie auch Stadtbahner genannt.

## Geschichte

### Vor 1945
Bei den Einheiten der Baureihe ET 165 handelte es sich um knapp 36 Meter lange sogenannte Viertelzüge, die aus je einem elektrischen Triebwagen und einem antriebslosen Steuerwagen bestanden. Bei den letzten Lieferungen wurden die Steuerwagen durch Beiwagen ersetzt. Bis zu vier dieser Viertelzüge konnten zu einem rund 145 Meter langen Vollzug gekuppelt eingesetzt werden, der eine Platzkapazität von ungefähr 1000 Sitz- und Stehplätzen und ein für damalige Verhältnisse gutes Beschleunigungs- und Bremsvermögen aufwies.

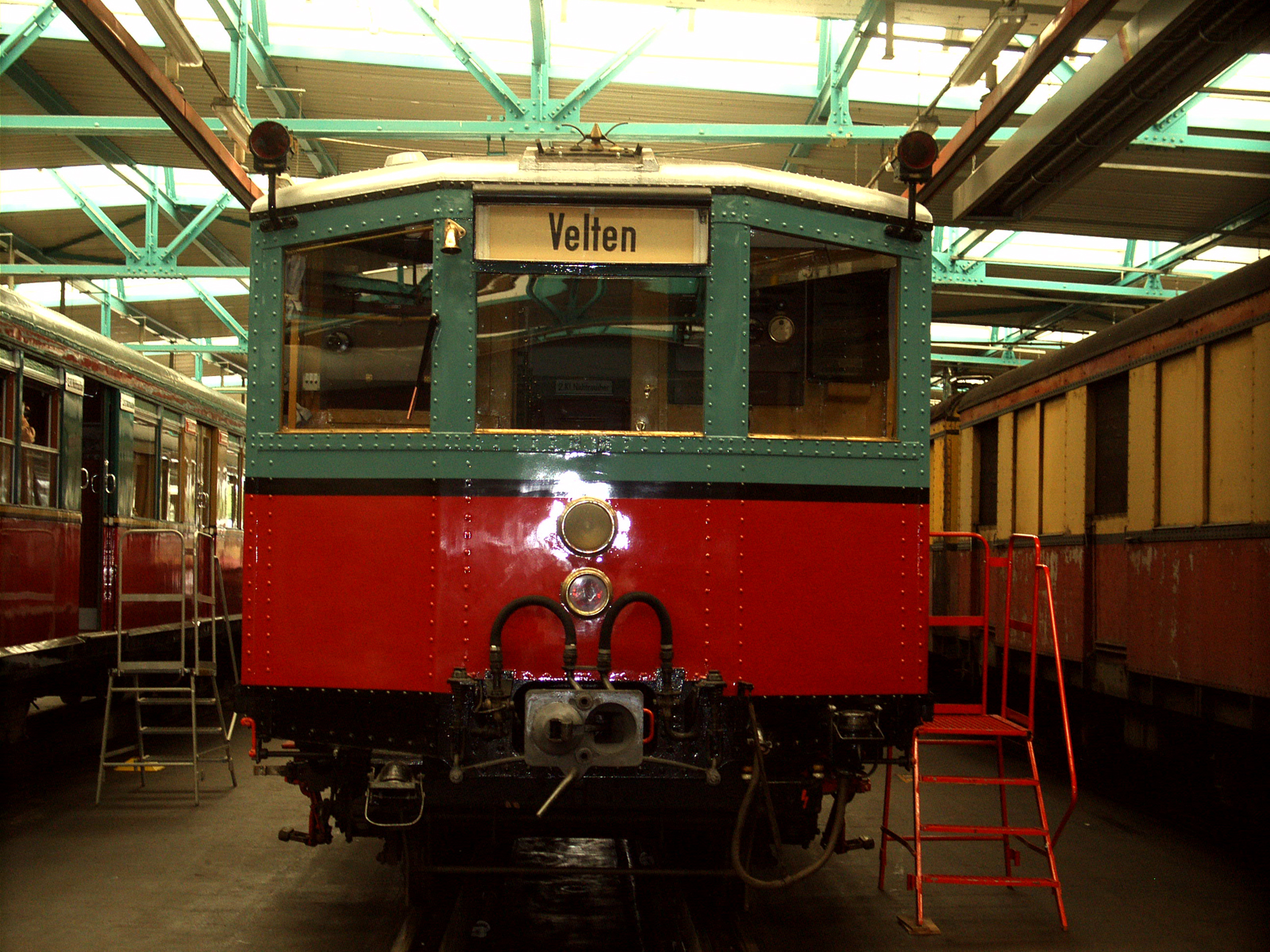
Steuerwagen ES 165 als Museumszug in den Ursprungszustand zurückversetzt. Die blaue Farbgebung kennzeichnet die 2. Klasse, wobei dieses zu helle Blau nicht dem Vorbild entspricht; statt der TGL-Farbe hätte es Stadtbahnblaugrün RAL 6004 sein müssen.

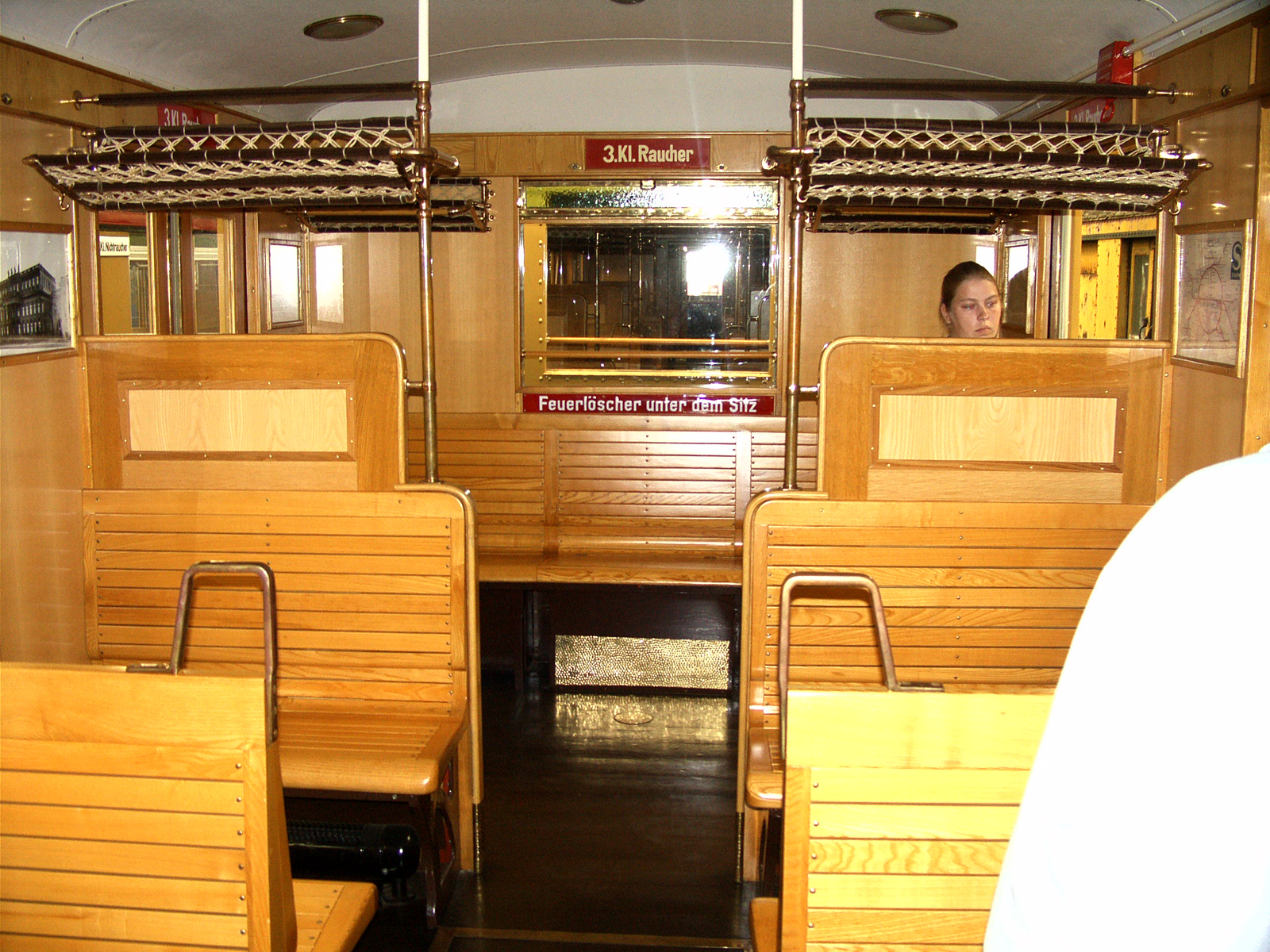
Die Holzklasse bestand bis zur Ausmusterung 1997 fast 70 Jahre

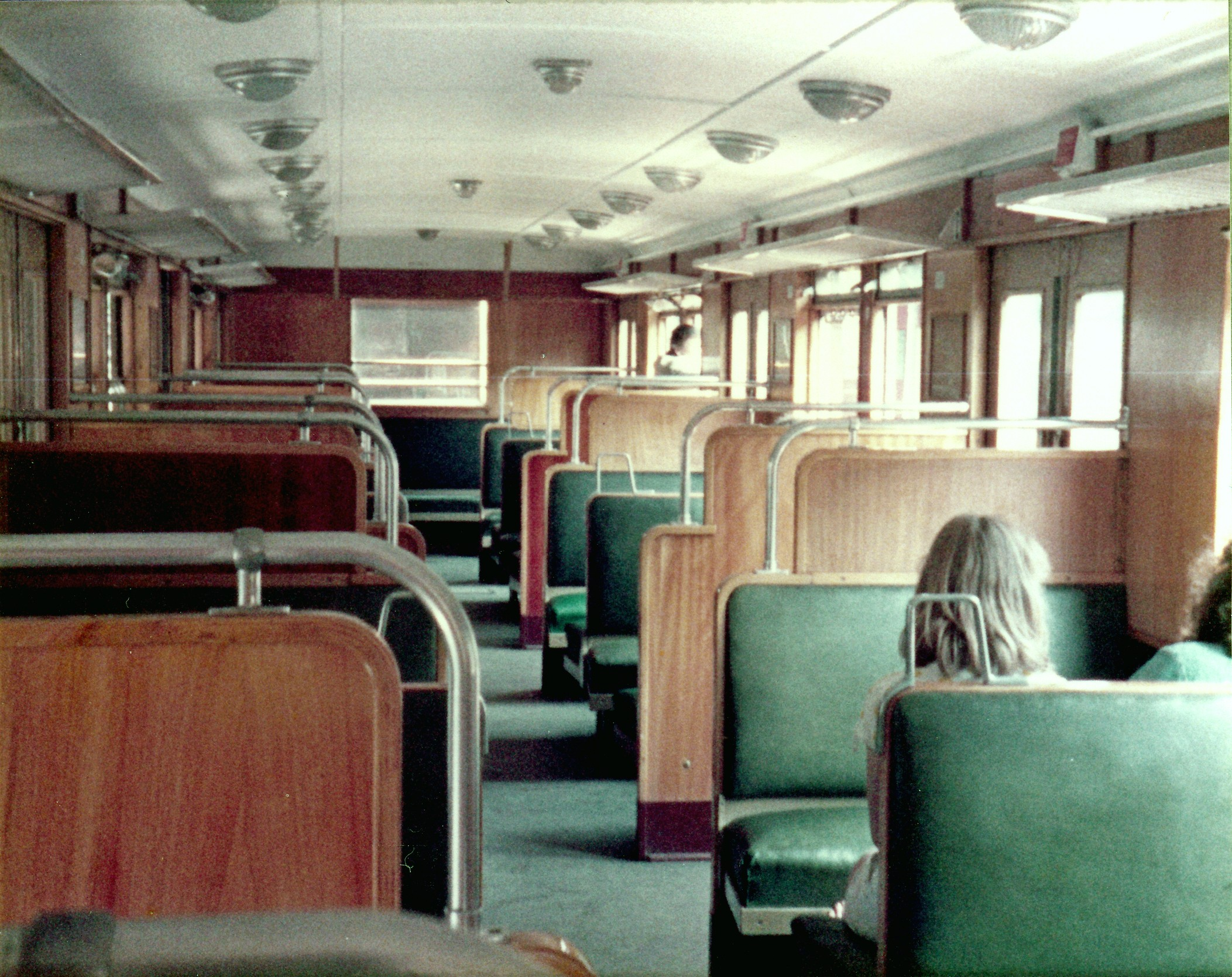
ET-165-Innenraum mit Hartpolstern, Aufnahme von 1984

Die Konstruktion basiert auf der Vorgängerbaureihe ET 168 (Bauart Oranienburg) aus dem Jahr 1925. Oberstes Ziel war hierbei die Herabsetzung der Leermasse, da die Oranienburger mit etwa 45 Tonnen für den Trieb- und 36 Tonnen für den Steuerwagen für den Stadtbahnbetrieb mit häufigem Halten und Wiederanfahren viel zu schwer ausgefallen war. Man konnte die neuen Fahrzeuge durch den Einsatz wesentlich dünnerer, aber aus hochfestem Siliziumstahl hergestellter Profile leichter ausführen (etwa 38 Tonnen bei den Trieb- und 27 Tonnen bei den Steuerwagen), außerdem ließen sich zum ersten Mal die Türen vom Führerstand aus schließen. Mit diesen Wagen begann der großflächige Ausbau des elektrifizierten Stadtbahnnetzes in Berlin. Die Wagen wurden nach einheitlichen Plänen von vielen namhaften Waggonbaufirmen gebaut und in dem eigens für die neuen S-Bahn-Triebwagen damals neu erbauten Reichsbahnausbesserungswerk Schöneweide elektrisch ausgerüstet. Am 11. Juni 1928 fuhr zum ersten Mal ein Zug dieser Baureihe auf der neu elektrifizierten Strecke von Potsdam über die Stadtbahn nach Erkner und wurde dementsprechend auch als Bauart Stadtbahn bezeichnet. Bis Ende 1933 entstanden insgesamt 1276 Einzelwagen.
Im Jahr 1932 erfolgte anlässlich der Elektrifizierung der Wannseebahn die Lieferung des letzten Bauloses mit 51 Viertelzügen (Bauart 1932). Diese Baureihe ET 165.8 erhielt den Namen Bauart Wannseebahn. Die Wagen entsprachen bis auf neue, rein elektrische Schaltwerke, Wagenkästen ohne sichtbare Nietreihen (mit Punktschweißung dünnerer Verkleidungsbleche) der Stammbaureihe ET 165. Die Viertelzüge der Bauart 1932 wurden mit Beiwagen mit gerader Stirnwand am Betriebskuppelende geliefert. Zwei Versuchviertelzüge der Bauart 1932a erhielten geänderte Führerstandsfronten mit drei rechteckigen Frontfenstern und längere, über die Kopfstücke an den Kurzkuppel- sowie dem Betriebskuppelende der Beiwagen vorgezogene Wagenkästen.
Charakteristisch für den Ursprungszustand dieser Baureihe waren die Führerstandsfronten mit einem weißen Spitzensignal (Scheinwerfer) in der Mitte und dem beleuchteten Zielschildkasten sowie den zwei roten Oberwagenlaternen als Schlusssignal. Zur Darstellung des Falschfahrsignales Zg 102 für Fahrten entgegen der gewöhnlichen Fahrtrichtung besaßen die Züge zusätzlich noch ein kleines rotes Signallicht unter dem weißen Spitzenlicht, das aber in den Nachkriegsjahren entfernt wurde. Diese Stirnwände blieben bei den meisten Triebwagen bis zum Umbau für den Einmannbetrieb Ende der 1960er Jahre erhalten. Die Triebwagen der Nachfolgebaureihen ab 1934 (ET 125, ET 166 und ET 167) wurden abgesehen von drei Triebwagen der Banker-Versuchsbauart 1934a mit zwei Frontscheinwerfern mit integrierten Schlusssignallampen ausgerüstet.
In den Jahren des Zweiten Weltkrieges wurden die verbliebenen Steuerwagen durch Ausbau der Führerstandseinrichtungen zur Materialgewinnung ebenfalls in Beiwagen umgebaut. Die charakteristischen dreiteiligen Stirnwände – die reinen Beiwagen hatten eine gerade Stirnwand – blieben dabei erhalten. Im Inneren hatten diese Beiwagen am Betriebskuppelende nur eine Sitzbank und kein besonderes Abteil hinter dem Einstiegsraum. 1981/1982 wurden die drei ehemalige Steuerwagen 275 320, 354 und 514 wieder mit Führerständen ausgerüstet und dem Bw Wannsee zugeordnet, um erneut einzelne Viertelzüge ab etwa 21:00 Uhr auf der Spätverbindung Friedrichstraße–Charlottenburg einsetzen zu können, nachdem die für diese Zwecke bisher genutzten Viertelzüge der Bauart Peenemünde (276.0) in das Reko-Programm der Baureihe 277 einbezogen wurden und danach im Ostteil Berlins verblieben (zuletzt Reihe 477/877.6).

### Nach 1945
Zehn Prozent des Wagenbestandes waren nach dem Zweiten Weltkrieg zerstört. Weitere Fahrzeuge, die sich beim Kriegsende im Raw Schweidnitz zur Ausbesserung befanden, übernahmen die PKP und brachten sie später ins ehemalige Raw Lauban zur Aufarbeitung für die neu errichtete Danziger Schnellbahn. Dort verkehrten von 1950 bis zum 18. Dezember 1976 insgesamt 54 Viertelzüge. Außerdem wurden Viertelzüge dieser Baureihe als Reparationsleistungen in die Sowjetunion gebracht, wo sie auf Russische Breitspur von 1524 mm umgebaut wurden (SŽD-Baureihe ЭМ-165). In beiden Fällen wurden die Stromschienen- durch Dachstromabnehmer ersetzt. 60 Viertelzüge fuhren in Moskau mit einer Fahrleitungsspannung von 1500 Volt und daher ständig reihengeschalteten Motoren. Vermutlich auf Grund dieser, einen wirtschaftlichen Betrieb erschwerenden Verhältnisse, wurden sie 1952/53 nach Berlin zurückgegeben. In Kiew (Ukrainische SSR) fuhren 13 Viertelzüge bis 1955, im estnischen Tallinn acht Viertelzüge und ein Teil der Kiewer Züge darüber hinaus bis 1958. Der ET 165 636 verblieb nach dem Krieg bei der Deutschen Bundesbahn.

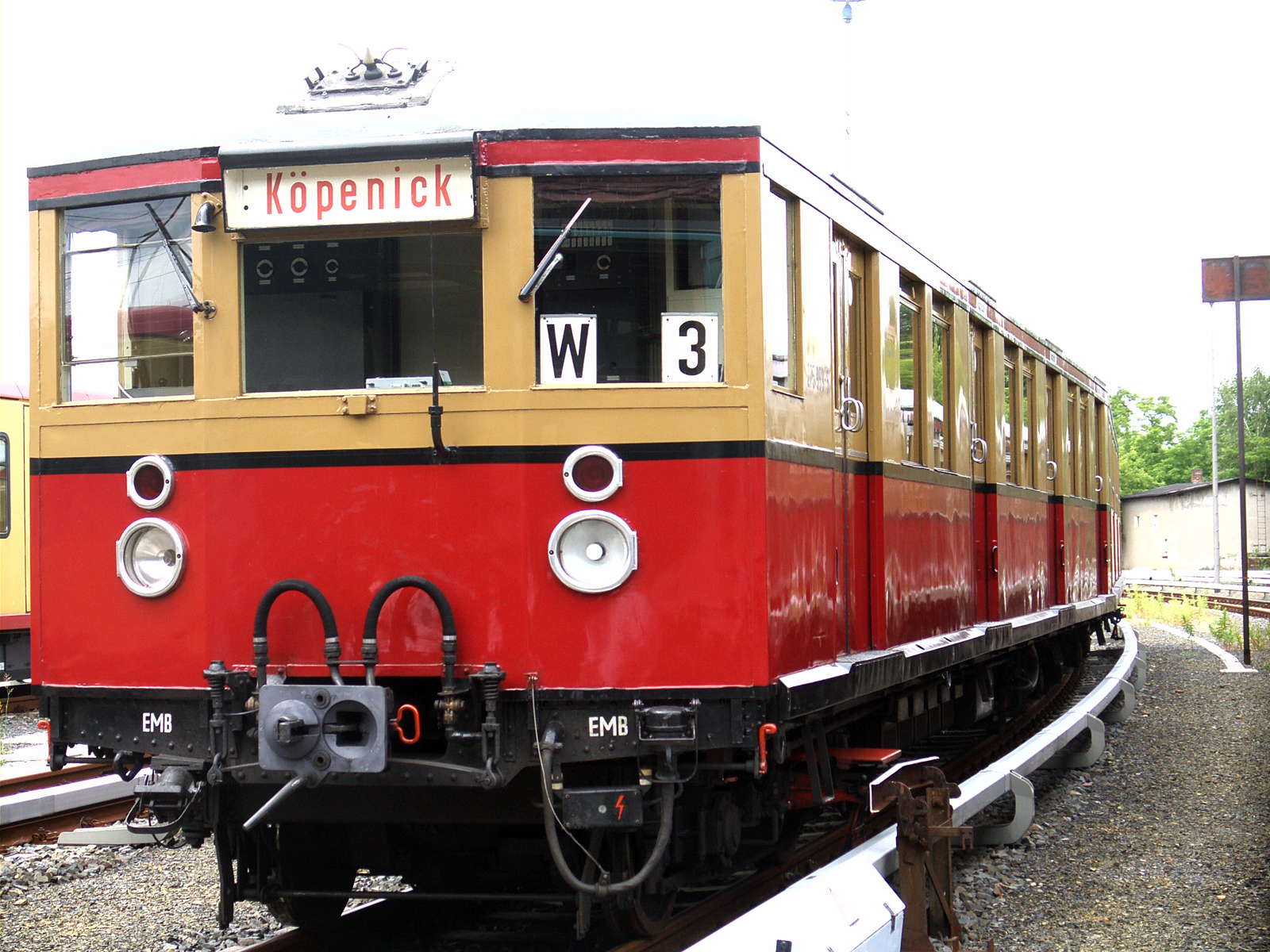
Die Fahrzeuge der Bauart Wannseebahn (hier als EMB-Viertelzug im Zustand nach 1968) unterschieden sich äußerlich vor allem durch die nicht sichtbaren Nietverbindungen;
nur zwei Versuchsviertelzüge der Bauart 1932a wurden mit veränderter Front und rechteckigen Frontscheiben ausgeführt

Von 1965 bis 1969 (und in einer zweiten Serie 1979) wurde ein großer Teil der Viertelzüge der Bauart Stadtbahn auf Einmannbetrieb (EMB) umgebaut. Die Führerstände erhielten Funkstationen, über die der Abfahrauftrag der Aufsichten von den Bahnsteigen übermittelt werden konnte. Der bislang noch notwendige Schaffner, der während der Abfahrt an der Tür stand und den Zug und die Bahnsteigaufsicht zu beobachten hatte, konnte entfallen. Beim Umbau wurden die vorher sehr beengten Führerstände vergrößert. Hierbei mussten im Fahrgastraum vier Sitzplätze an der Führerstandsrückwand entfallen, um diese nach hinten versetzen zu können. Äußerlich waren die Einmannzüge (EMB-Viertel) an den je zwei Spitzen- und Schlusslampen mit Alurahmen der Standardbauart in den Stirnwänden, die auch bei den elektrischen Lokomotiven der Reihen E 11 und E 42 verwendet wurden, und der Antenne für die Abfertigung per Funk zu erkennen. Mit dem Umbau auf Einmannbetrieb entfielen außerdem die hochliegenden Schlusssignallampen.

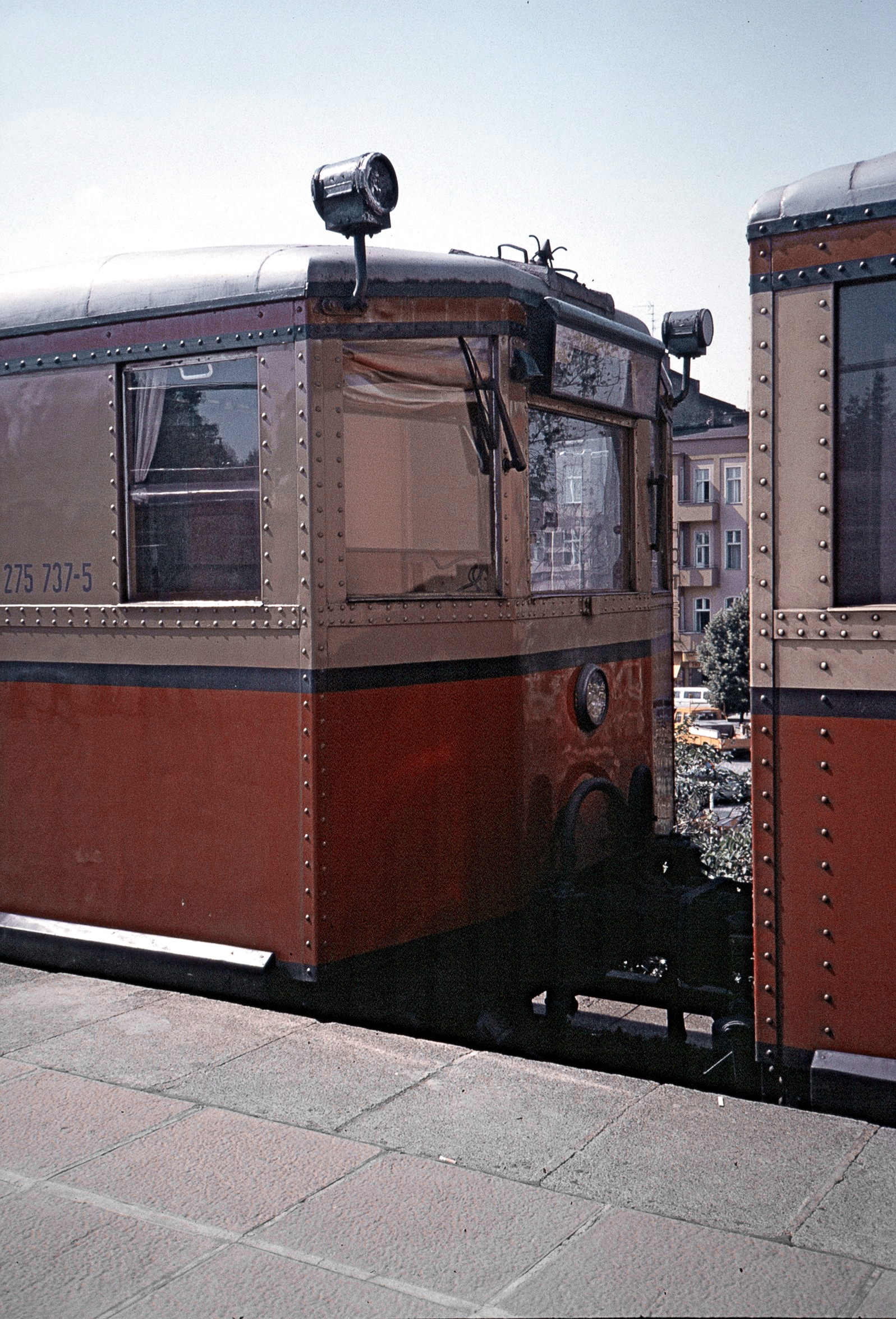
Passviertel der BVG im Bahnhof Charlottenburg, 1987

Etwa ein Viertel des Bestandes erhielt nur eine minimale Anpassung an den Einmannbetrieb (durchlaufende Steuerleitungen) ohne äußerlich sichtbare Veränderungen. So konnten diese Passviertel im Einmannbetrieb nur in Zugmitte verkehren. Erst bei der Rekonstruktion bzw. bei der Generalreparatur (das betraf die 1984 an die BVG abgegebenen Wagen) erhielten sie die volle Einmannausrüstung.
Ab 1979 erfolgte nach dem Vorbild der Baureihe 277 im Raw Schöneweide eine Rekonstruktion etwa der Hälfte des Wagenbestandes (212 Viertelzüge) der 1970 umbenannten Baureihe 275. Kurze Zeit später wurden diese auch als Nietenrekos bekannten Wagen als Baureihe 276.1 in den Wagenpark eingereiht. Auffälligstes Merkmal war eine neue Front ohne die bisherigen, senkrechten Knicke mit zwei Scheiben, die den Triebwagen von vorn ein deutlich zeitgemäßeres Aussehen gaben, und die modernisierte Inneneinrichtung. Die Stirnfront der ehemaligen Steuerwagen wurde dabei zunächst nicht verändert. Erst bei den in den 1980er Jahren rekonstruierten Viertelzügen passte man diese Fronten den regulären Beiwagen an und gewann zusätzlich vier Sitzplätze (außer beim späteren 876 317).

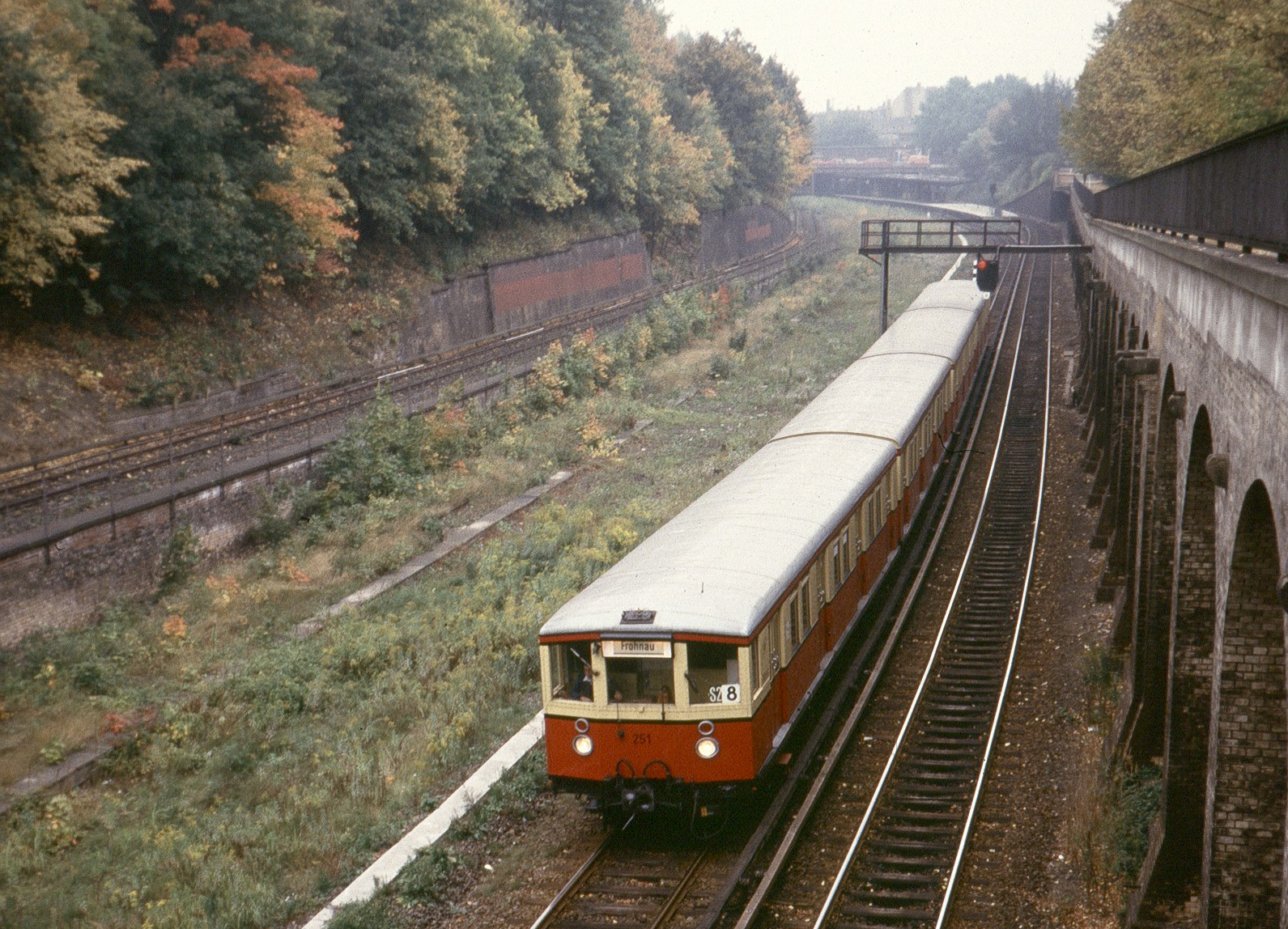
Halbzug der BVG nördlich des S-Bahnhofs Humboldthain, 1986

Mit der Übergabe der Betriebsrechte der S-Bahn in West-Berlin an den Senat im Jahr 1984 konnte der neue Betreiber, die BVG, 119 Viertelzüge übernehmen. Im Jahr 1961 waren dagegen noch 379 Viertelzüge in West-Berlin stationiert. Bis 1987 wurden die Wagen zum größten Teil ebenfalls modernisiert, aber nicht im gleichen Umfang wie im Ostteil der Stadt. Zwölf Passviertel, deren Beiwagen ehemalige Steuerwagen waren, wurden dabei wieder zu Steuervierteln aufgerüstet, sie erhielten die volle EMB-Ausrüstung in beiden Führerständen. Auffallend für Laien war die neue Inneneinrichtung dieser Züge. Die Holzbänke waren aber bei den meisten Wagen noch vorhanden und wurden aufgearbeitet weiter verwendet. Ursprünglich war die weitere Verwendung der Holzsitze als Kompromiss vorgesehen. Überraschenderweise waren sie bei vielen Fahrgästen sehr beliebt und erlangten bald Kultstatus. Im Rahmen mit der Zusammenführung von Deutscher Bundesbahn und Deutscher Reichsbahn zur Deutschen Bahn am 1. Januar 1994 gab die BVG ihre Betriebsrechte und ihre Züge an die Deutsche Bahn ab. Ein Jahr später wurde die S-Bahn Berlin GmbH gegründet.
Zum Dezember 1995 endete aufgrund eines fehlenden Dauerverschlusses der Fahrgasttüren der Einsatz auf den Strecken des Nord-Süd-Tunnels. Die Umläufe wurden fortan von Rekotriebzügen der Reihe 476.3 übernommen. Ihr Einsatz dort endete im Dezember 1998 aufgrund fehlender Feuerlöscher im Fahrgastraum und fehlender Überwachungseinrichtung der Fahrgasttüren. Am 21. Dezember 1997 wurden die Triebwagen der Baureihe 475/875 mit einer Sternfahrt zum Ostkreuz feierlich aus dem Verkehr genommen. Die rekonstruierten Einheiten der Schwesterbaureihe 476.0 waren bis zu einer Entgleisung im Bahnhof Zoologischer Garten im Sommer 2000 im Betrieb.
Mit der Baureihe ET 165 wurde damals die Vorbildfunktion der Berliner S-Bahn für viele ähnliche Projekte auf der Welt begründet. Ihre Konzeption und Konstruktion, insbesondere hinsichtlich Einfachheit der Bedienung, Unter- und Erhaltungsfreundlichkeit, Standfestigkeit und Wirtschaftlichkeit, bewährte sich so gut, dass die Wagen mit diversen Umbauten rund 70 Jahre im täglichen Einsatz war.
Allerdings war die Haltbarkeit der Baureihe ET 165 das Resultat kostspieliger Anpassungen, hauptsächlich in den 1930er Jahren. Die größten Mängel der ersten Jahre betrafen folgende Bauteile:
- Der verkehrswerbende Außenanstrich verwitterte sehr schnell und die Züge wurden rasch unansehnlich. Da die Farbhersteller nicht genügend schnell zu Verbesserungen in der Lage waren, führte die DR selbst umfassende Entwicklungen und Versuche durch, bis ein haltbarer Lack gefunden war. In der Folge lackierte das Raw Schöneweide sämtliche neu angelieferten Wagen, die von den Herstellern nur grundiert worden waren, in eigener Regie.
- Die Holzschiebetüren verzogen sich unter den Witterungseinflüssen, klemmten und mussten bereits nach wenigen Jahren durch Metallschiebetüren ersetzt werden. Dieses Programm zog sich für den Großteil der Züge bis in die 1960er Jahre hin. Die letzten originalen Holztüren wurden erst durch die BVG im Westteil der Stadt Mitte der 1980er Jahre ausgetauscht.
- Sämtliche Viertelzüge wurden zwischen 1934 und 1936 mit einer elektropneumatischen Steuerung der Druckluftbremse nachgerüstet. Es hatte sich gezeigt, dass die übliche einlösige Knorr-Bremse im S-Bahn-Betrieb Zielbremsungen zu sehr erschwerte. Das liegt vor allem daran, dass diese Bremsbauart erschöpfbar ist. Die Bremse löst schon bei geringen Druckerhöhungen in der Hauptluftleitung vollständig aus, während die Hilfsluftbehälter noch nicht wieder aufgefüllt sind. Für eine unmittelbar anschließend erneut eingeleitete Bremsung steht nur ein geringerer Druck zur Verfügung. Es kann somit bei mehrmaligem Bremsen kurz hintereinander zu einem Zustand kommen, bei dem die erforderliche Bremswirkung nicht mehr erreicht wird. Deshalb wurde eine elektropneumatische Steuerung der Druckluftbremse nachgerüstet. Damit verfügten diese Fahrzeuge über eine zweite Bremsbedienung, die mehrlösig und nicht erschöpfbar ist – aber sie wirkt auch nicht selbsttätig. Die elektropneumatische Bremssteuerung erleichterte den Triebfahrzeugführern die Arbeit sehr. In diesem Zusammenhang wurde in den Führerständen das bis dahin vorhandene Führerbremsventil Knorr Nr. 5 gegen das St 113 ausgetauscht. Es verfügt über einen zusätzlichen Klinkhebel. Damit konnte der Triebfahrzeugführer die Zugbremse wahlweise sowohl pneumatisch und damit einlösig als auch elektrisch gesteuert und mehrlösig bedienen.
- Bereits Mitte der 1930er Jahre mussten an sämtlichen Drehgestellen Grundüberholungen mit Verstärkungen durchgeführt werden, erzwungen durch gelockerte Nietverbindungen und Risse.
- Nachrüsten sämtlicher Wagen mit Dämpfungspuffern zwischen den Wagen eines Viertelzuges: Der schlingernde Lauf im geraden Gleis war nicht zufriedenstellend und führte zu Beschwerden der Fahrgäste, die ein solches Fahrverhalten von neuen Fahrzeugen nicht erwarteten.

Erst diese Ertüchtigungen, Reparaturen und Anpassungen erhöhten die Zuverlässigkeit der Einheiten. Später kamen wesentliche Bauteile ausgemusterter Wagen auf der heutigen Berliner U-Bahn-Linie U5 zum Einsatz, wo sie mit neugebauten Wagenkästen, aber den alten elektrischen und mechanischen Komponenten als Baureihe EIII bis 1994 verkehrten.

## Verbleib

Einige Wagen der Bauart Stadtbahn wurden nach ihrer Ausmusterung weitergenutzt, wie hier zum Beispiel als Bar am Kleistpark

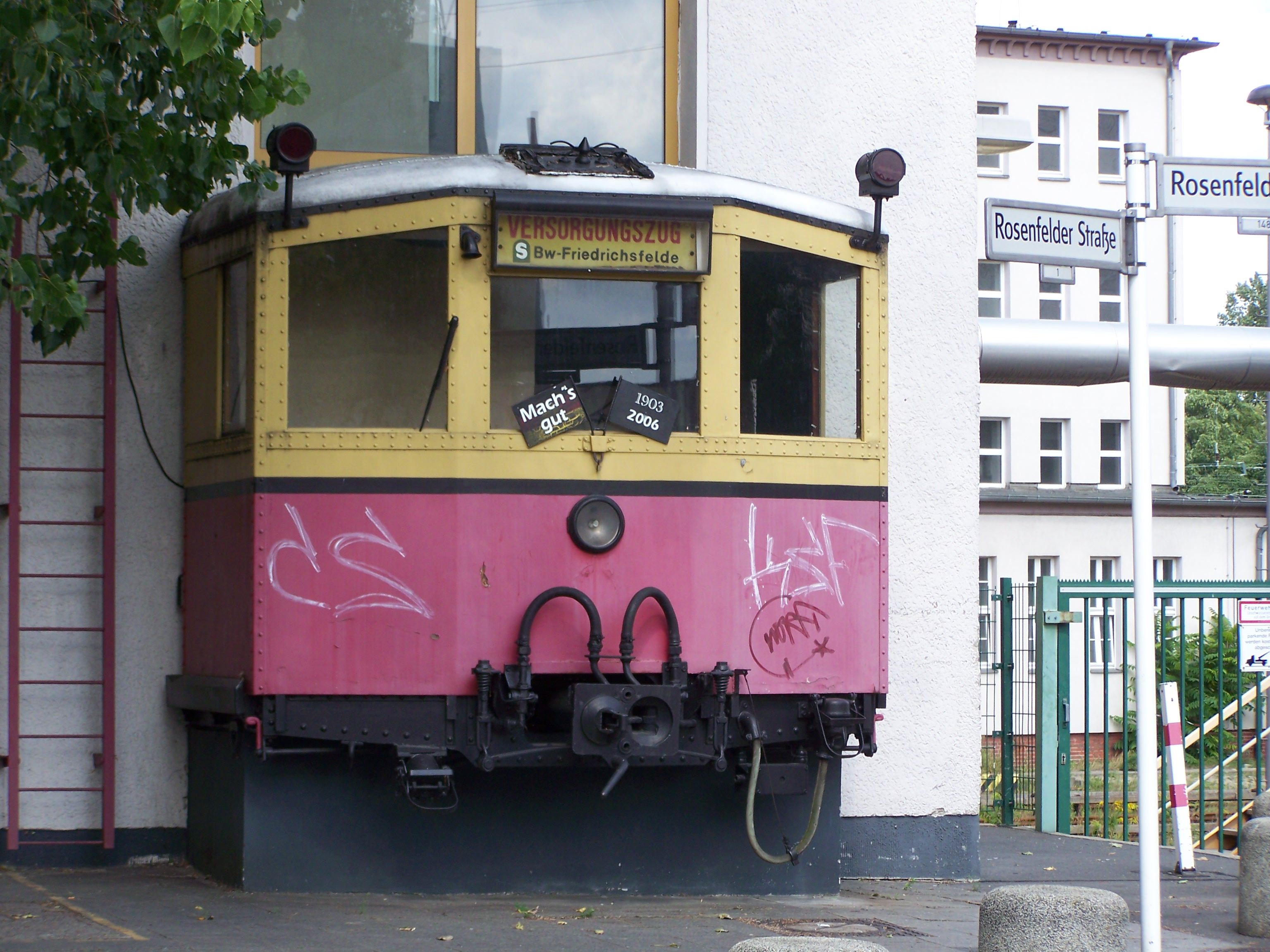
Front eines als Versorgungszug eingesetzten Triebwagens am Eingang der Triebwagenhalle Friedrichsfelde

Nach Ausscheidung wurden viele Fahrzeuge an Museen und Privatpersonen verkauft.
Einige Viertelzüge konnten vom Verein Historische S-Bahn e. V. in Zusammenarbeit mit der S-Bahn Berlin GmbH betriebsfähig erhalten werden. Darunter sind ein Museums-Viertelzug im Lieferzustand mit zwei Wagenklassen, sowie mehrere Traditionszüge, die in unterschiedlichen Zuständen der 1950er/1960er Jahre und der 1980er/1990er Jahre restauriert wurden.
Die Traditions-Viertelzüge wurden in den 1990er Jahren einmal monatlich für öffentliche Sonderfahrten eingesetzt. Ein weiteres wichtiges Einsatzgebiet war in den Dezembertagen der Weihnachtszug, aber auch Einsätze bei Jubiläen und Streckeneröffnungen. Nach einer Entgleisung im Jahr 2008 wurden alle Züge abgestellt und wegen der darauffolgenden S-Bahn-Krise nicht wieder in Betrieb genommen. Sie konnten bei den regelmäßig veranstalteten Tagen der offenen Tür im S-Bahn-Betriebswerk Erkner besichtigt werden, bzw. wurden vereinzelt für Filmdreharbeiten (wie z. B. Bridge of Spies) genutzt. Ende 2023 wurde der Viertelzug 475/875 605 wieder betriebsfähig hergerichtet, auch eine mittelfristige Wiederinbetriebnahme der anderen Fahrzeugen ist geplant. Die Einheit wurde im Dezember 2024 wieder für Messfahrten auch außerhalb des historischen Einsatzes genutzt.
Der Zug 475 608 ist (Stand: Februar 2014) seit April 2011 am Flughafen Stuttgart als Imbisswagen aufgestellt. Er war ursprünglich 1997 von der Vereinigung Lokschuppen Schöneweide erworben und rund zehn Jahre später zur Draisinenbahn Mittenwalde verbracht worden.
Der Stadtbahner 475 057 ist (Stand: September 2014) im Oldtimer Museum Rügen ausgestellt.
Der Wannseebahn-Viertelzug 475/875 125 (ex 275 953 und 966) war (Stand: Juni 2019) im Eisenbahnpark Wendisch Rietz ausgestellt.
Einige Viertelzüge stehen im Bahnhof Walburg (Hess-Nass), sie wurden mittlerweile zerlegt. und ein Wagen am ehemaligen Flughafen Berlin-Tegel.
Der Triebwagen des Stadtbahn-Prototypzugs 275 625/626 steht heute als Leihgabe des Verein Historische S-Bahn Berlin im Verkehrszentrum des Deutschen Museums in München und der verkaufte Beiwagen im Coconat in Klein-Glien bei Bad Belzig.

## Technik
Die Grundeinheit des Triebzugs ist der Viertelzug, bestehend aus dem Triebwagen und einem nichtangetriebenen Steuerwagen (später zu Beiwagen umgebaut) oder Beiwagen (ab 1992 als Baureihe 875 bezeichnet). Trieb- und Steuerwagen stimmten wagenbaulich überein, während die ab 1930 beschafften Beiwagen dann an beiden Enden gerade Stirnwände hatten.
Trieb- und Steuer-/Beiwagen sind starr miteinander kurzgekuppelt und bilden betrieblich eine Einheit.
Seit dem Umbau zum Einmannbetrieb (EMB) sind diese auch elektrisch eine Einheit, da die Fahrzeugbatterien nun nur noch unter den Beiwagen bzw. Steuerwagen angebracht wurden. Zuvor befanden sich die Fahrzeugbatterien ebenfalls unter den Triebwagen, so dass diese technisch autark waren und theoretisch auch Züge nur aus Triebwagen hätten gebildet werden können.
An den Enden des Viertelzuges sind Scharfenbergkupplungen eingebaut, um ein schnelles Kuppeln und Entkuppeln der Einheiten zu ermöglichen. Diese waren jedoch nur halbautomatisch. Sie kuppelten lediglich den mechanischen Teil selbsttätig, den pneumatischen halbselbsttätig (Luftleitungen mussten nach dem Kuppeln noch durch Betätigen des Stirnwandhahns geöffnet werden), während die Steuerleitungen nicht über die Scharfenbergkupplung geführt wurden und aufwendig mit einer Stecker-Dose-Kombination von Hand gekuppelt werden mussten.
Zwischen den einzelnen Wagen ist kein Übergang möglich.
Der selbsttragende, genietete Wagenkasten aus Stahl hat ein Tonnendach und ruht auf Profillangträgern, die mit den Querversteifungen ebenfalls vernietet sind. Jeder Wagen hat vier Doppeltüren (Taschenschiebetüren) pro Seite, die ab Werk aus Holz gefertigt waren. Da dieses Material sich aber als witterungsanfällig erwies (die Türen verzogen sich und klemmten), wurden die Holztüren ab etwa Mitte der 1930er Jahre gegen Türen aus Stahl, teilweise auch Aluminium, ausgetauscht. Die letzten Holztüren befanden sich im Wagen 275 313, sie wurden Mitte der 1980er Jahre im Auftrag der BVG ersetzt.
Die Wagen ruhen auf zwei zweiachsigen Drehgestellen, deren Radsätze blattgefedert sind. Der Wagenkasten ist zum einen mittels Halbkugel und Kugelpfanne in der Mitte des Drehgestellquerträgers und zum anderen in zwei seitlichen, schraubengefederten Abstützungen gelagert. Sowohl der Drehpunkt Kugel/Kugelpfanne als auch die seitlichen Gleitstücken erhalten über eine Dochtschmierung einen kontinuierlichen Ölfilm.
Die vier Radsätze eines Triebwagens werden durch Tatzlagermotoren angetrieben, wobei die zwei Motoren eines Drehgestells dauernd in Reihe geschaltet sind. Das bedeutet, dass die Motoren im Mittel an halber Stromschienenspannung, also 375 Volt bei 267 Ampere, betrieben wurden.
Die Steuerung des Anfahrvorgangs ist so ausgebildet, dass ein Nockenschaltwerk 13 Stufen und eine Überschaltstufe schaltet. Dabei werden in jedem Triebwagen folgende Prinzipien des Anlassens von Gleichstrom-Reihenschlussmotoren angewendet:
- Schaltstufe 1 bis 6: Die vier Fahrmotoren sind in Reihe geschaltet.
  - Es werden zusätzlich in diesen Stromkreis eingeschaltete Anfahrwiderstände nach und nach überbrückt.
- Schaltstufe 7 und 8: Die vier Fahrmotoren sind in Reihe geschaltet.
  - Die Magnetfelder der Ständerwicklungen in jedem Fahrmotor werden geschwächt, indem die Hälfte der Wicklungen überbrückt wird, und zwar zunächst über einen Shunt-Widerstand (Stufe 7) und dann ohne Widerstand (Stufe 8). Bei mittlerer Stromschienenspannung und vorgewählter großer Anfahrbeschleunigung hat das Fahrzeug nun eine Geschwindigkeit von 25 bis 28 km/h in der Ebene erreicht.
- Überschaltstufe X: Zur Entlastung der Bahnstromunterwerke durch die bei der Umschaltung der Fahrmotoren von Reihen- auf Reihen-Parallelschaltung entstehende Stromspitze wird für einen ganz kurzen Moment auf dieser Überschaltstufe sowohl der Stromweg der Schaltstufe 8 als auch jener der Schaltstufe 9 geschaltet.
- Schaltstufe 9 bis 11: Die vier Fahrmotoren sind in zwei Gruppen parallelgeschaltet, so dass innerhalb eines Drehgestells die Reihenschaltung der beiden Fahrmotoren erhalten bleibt.
  - Analog zur Stufe 4 bis 6 werden nach und nach die zusätzlich in die beiden Stromwege eingeschalteten Anfahrwiderstände überbrückt.
- Schaltstufe 12 und 13: Die vier Fahrmotoren sind in zwei Gruppen parallelgeschaltet, so dass innerhalb eines Drehgestells die Reihenschaltung der beiden Fahrmotoren erhalten bleibt.
  - Analog zur Stufe 7 und 8 wird in den beiden Fahrmotoren in jedem Stromweg die Hälfte der Ständerfelder geschwächt. Auf Stufe 13 sind also alle Anfahrwiderstände überbrückt und nur noch die Hälfte der Wicklungen in den Ständern der Fahrmotoren magnetisch erregt. Diese Dauerfahrstufe wird bei vorgewählter großer Anfahrbeschleunigung erreicht, wenn das Fahrzeug ungefähr 48 km/h fährt. Das weitere Beschleunigen des Fahrzeugs geschieht ohne weitere Schaltungen, solange der Fahrschalterknopf betätigt wird. Physikalisch sind Reihenschlussmotoren in der Beschleunigung unendlich und stetig abnehmend. Praktisch erreichen die Fahrzeuge in der Ebene bei mittlerer Spannung innerhalb von 3000 m erheblich mehr als die zugelassenen 80 km/h.

Die Steuerung des Nockenschaltwerkes erfolgt über ein elektropneumatisch gesteuertes Klinkwerk. Das Fortschaltrelais schaltet beim Absinken des Fahrmotorstromes unter 350 A zur nächsthöheren Fahrstufe weiter. Die Betriebsbremse ist eine Klotzbremse der Bauart K-P (einlösige Knorr-Personenzugbremse) mit einer ab 1934 zugerüsteten elektropneumatischen Druckluftsteuerung.
Ein Teil der Wagen erhielt ab Mitte der 1980er Jahre (bereits als Baureihe 276.1) die mehrlösige Bremsbauart KE-P und eine auf 110 V Spannung veränderte Fahrsteuerung. Diese moderne Ausrüstung hinsichtlich Fahrsteuerung und Bremse wurde dann auch in die beiden Hilfsgerätezüge eingebaut, die 1992 und 1993 für die Berliner S-Bahn aus alten Stadtbahnern gebaut wurden und heute noch (2012) existieren. Diese derart umgebauten Fahrzeuge waren aber technisch kaum noch mit der ursprünglichen Bauart Stadtbahn vergleichbar.